# Massacre de Ngarbuh
Le massacre de Ngarbuh est un massacre survenu le 14 février 2020 pendant la crise anglophone au Cameroun, perpétré par des éléments de l'armée camerounaise, accompagnée de milices Mbororos, dans le quartier Ngarbuh à Ntumbaw, dans la région du Nord-Ouest du Cameroun. Le bilan annoncé est de 23 civils morts, dont des femmes enceintes et des enfants.
Divers témoignages et sources accusent l'armée camerounaise. Les autorités camerounaises dans un premier temps accusent les séparatistes.
Une enquête exigée par des organismes internationaux est prescrite par le président Paul Biya. Le rapport est publié, fait inédit au Cameroun le 21 avril 2020 et incrimine des éléments des forces armées camerounaises.

## Contexte
L'armée camerounaise et les séparatistes armés sont accusés par les ONG internationales de défense des droits de l'homme de commettre des atrocités et des crimes contre les civils dans les deux régions anglophones. En 2020, ce conflit a déjà fait plus de 3 000 morts et 700 000 déplacés en trois ans dans les régions du Nord-Ouest et du Sud-Ouest, principalement peuplées par la minorité anglophone du Cameroun.
Une semaine avant le massacre, des élections législatives et municipales ont lieu, avec une faible participation selon l'Union africaine (UA), en particulier dans les deux provinces anglophones, où des groupes séparatistes armés interdissent à la population de se rendre aux urnes et promettent des représailles à ceux qui oseraient le faire. Yaoundé envoie d'importants renforts militaires. Plus de 100 personnes sont enlevées dans les deux régions par les rebelles au cours des deux semaines précédant les élections, selon Human Rights Watch (HRW), qui accuse les forces de sécurité d'avoir commis de « nouvelles exactions » au cours de la même période. 

## Déroulement
Le 14 février 2020, vers 14h, des soldats répliquent à une attaque de séparatistes lors d'une patrouille dans le quartier de Ngarbuh, situé dans le village de Ntumbaw; événement pendant lequel des civils se retrouvent entre deux feux. Environ 800 villageois auraient quitté les lieux pour se réfugier dans le centre-ville.
Des témoignages prétendent que des membres de la communauté Mbororo ont servi de miliciens pour accompagner les soldats de l'opération.

### Victimes
23 personnes sont tuées dont 15 enfants (11 filles dont neuf âgés de moins de 5 ans), une mère enceinte et deux femmes qui portaient leurs bébés,. Le gouvernement parle de 5 morts,.

## Réactions

### Société civile et organisations internationales
L'opposition et les ONG locales accusent le gouvernement d'avoir perpétré le massacre afin de lutter contre des groupes armés séparatistes et plusieurs réclament une enquête internationale.
Le président de la République française Emmanuel Macron demande à Paul Biya de faire réaliser une enquête impartiale.

#### Human Rights Watch
« Ce qui s'est passé à Ngarbuh n'a pas été un incident malheureux comme les autorités ont dit mais un massacre délibéré14 de civils perpétrés par les forces de sécurité camerounaises », promettant des éléments crédibles qui réfutent le nombre de victimes officiel ainsi que la dynamique de l'incident tels que décrits par les autorités. Des images satellite prises avant et après l'attaque sont compatibles avec les incendies et non des explosions.
Le 25 février 2020, le rapport est publié sur le site web de l'organisation.

#### Organisation des Nations Unies
L'ONU réclame une enquête « indépendante, impartiale et complète » aux autorités camerounaises, promettant un appui technique.

### Autorités camerounaises

#### Gouvernement
Dès la parution d'images de corps des victimes, les autorités affirment que des soldats avaient été attaqués par sept terroristes et que les militaires, en se défendant, avaient tué les 7 terroristes. 
Le 19 février 2020, le ministre de la Communication, René Sadi dément l'implication des soldats camerounais dans le massacre,. 
Le gouvernement remet en cause la méthode d'investigation « à charge » des ONG et affirme que l'explosion de réservoirs de carburant provoquant un incendie est le responsable de la mort d'une femme et de quatre enfants étant des dégâts collatéraux,. Accusant les allusions au massacre par l'armée de fake news,.

#### Armée
Le ministère de la Défense commence d'abord par démentir le massacre,,. 
Le 17 février 2020, le ministre de la Défense, Joseph Beti Assomo crée une commission d’enquête : 
- faire la lumière sur les circonstances
- établir les responsabilités des différents acteurs.

Le 18 février 2020, l'armée camerounaise admet être responsable du massacre, regrettant « un malheureux accident ».

### Presse
Le 19 février 2020, la présentatrice de la CRTV, Adèle Mbala parle d’« allégations mensongères » et de « prétendus massacres » et livre la réaction du ministre René Sadi qui dément l’implication de l'armée sur le massacre de Ngarbuh. 
Vision 4 Télévision parle d'une « cabale des ONG et de tentatives de déstabilisations contre le Cameroun ». 
Le 1er mars 2020, Équinoxe Télévision affirme que des éléments de l'armée sont impliqués dans le massacre. 
Le 5 mars 2020, Vision 4 Télévision, réputé proche du gouvernement, fustige le rapport de Human Rights Watch.
Le 21 avril 2020, la presse diffuse le communiqué de la présidence de la République donnant résultat de l'enquête,.
Le 21 avril 2020, Équinoxe Télévision réaffirme qu'elle était la seule sur le terrain pour des enquêtes et la seule à avoir vérifié sur le terrain l'implication des éléments de l'armée camerounaise.

### Personnalités publiques
Sur la télévision publique, le politologue Eric Mathias Owona Nguini met en doute le rapport d'Ilaria Allegrozzi ,,,. Il déclare le 3 mars 2020 que ledit rapport est supprimé du site internet de Human Rights Watch. Équinoxe Télévision dément cette information; ce qui ouvre un différend entre la chaîne de télévision et le politologue.
Ilaria Allegrozzi accuse à son tour Eric Mathias Owona Nguini de fake news.

## Enquête officielle

### Membre de la commission d'enquête
Officiers de l'armée et de la gendarmerie et Mr Chemuta Divine Banda (CNDHL), Mgr George Nkuo (diocèse de Kumbo), Mr Ahmadou Baba Sale (Imam de Ntumbaw), Mme Mih Bibiana - Dighambong CEO de (BIHAPH), Mr Chenwi Chrysantus Shu

### Conclusions et déroulement selon les enquêteurs
(Communiqué de Ferdinand Ngoh Ngoh)
1. Ngarbuh, devenu un centre de regroupement des terroristes sécessionnistes, servait de pôle logistique de ravitaillement en armes des groupes sécessionnistes qui se livraient à des vols de bétail, viols, agressions, etc.
2. le Chef de Bataillon Nyiangono Ze Charles Eric - formé à l'École spéciale militaire de Saint-Cyr[40] - de la BIM de Nkambé autorise une mission de reconnaissance le 12 février 2020.
3. Le Sergent Baba Guida conduit la mission depuis la base de Ntumbaw le 13 février 2020 à 22 heures avec un effectif de trois militaires et deux gendarmes.
4. Il se fait accompagner par dix-sept civils locaux et se divisent en 2 groupes vers Ngarbuh 2 et Ngarbuh 3.
5. Sur Ngarbuh 3, Baba Guida et le gendarme Sanding Sanding Cyrille et le Soldat de 1re classe Haranga et dix membres du comité de vigilance donnent l'assaut ; cinq terroristes sont abattus, des armes saisies, trois femmes et dix enfants ont péri.
6. Ils incendient pour masquer.
7. À Ntumbaw, le Sergent Baba Guida fait un compte rendu volontairement biaisé.

### Responsabilités
L'enquête accuse et ouvre une procédure disciplinaire contre 
- le Chef de Bataillon Nyiangono Ze Charles Eric pour non présence sur le théâtre des opérations. Le Sergent Baba Guida pour manque de maîtrise de ses hommes, d'avoir ordonné l’incendie de maisons et travesti le compte rendu de l’opération et son bilan ;
- Le gendarme Sanding Sanding Cyrille, le Soldat Haranga et dix membres — non identifiés et recherchés — du comité de vigilance local engagés à Ngarbuh 3 ont a participé à une opération ayant causé la mort et des incendies.

Les corps des victimes seront exhumés pour recevoir une sépulture et leurs ayant droit recensés et indemnisés.

### Suites judiciaires
Les militaires concernés sont arrêtés et mis à la disposition du Tribunal militaire de Yaoundé. 
Le 17 décembre 2020, débute le procès sur ce massacre au tribunal militaire de Yaoundé. Un de 4 militaires accusés est porté disparu et les 17 membres du comité d'auto-défense mis en cause sont non identifiés. Le procès est renvoyé.